# 변현우 (프로게이머)
변현우(1993년 5월 8일 ~ )는 대한민국의 스타크래프트 II 프로게이머이다. 종족은 테란이며, 아이디는 ByuN 혹은 GhostKing이다.
GSL 오픈 시즌에서는 프로토스였으나 테란으로 전향하였다.

## 개요

### 스타크래프트
2009년 하반기 드래프트에서 화승 OZ의 1차 지명으로 입단하였다.

### 스타크래프트 II
2010년 7월 스타크래프트 II가 출시되면서 스타크래프트 II 게이머로 전향하였다.
2010년 8월 제넥스에 입단하면서 스타크래프트 II 프로게이머로 활동하기 시작하였다.
2011년 10월 프라임으로 이적하였다.
2014년 이후로 아무 소식이 없다.
2015년 10월 19일부로 중국 프로게임단 X Team에 이적하였다.
2016년 5월 27일 X Team과의 결별을 발표, 무소속 신분이 되었다.
2016년 9월 10일 2016 핫식스 글로벌 스타크래프트 II 리그 시즌 2 코드 S 결승전에서 김유진을 4:1로 격파하며 첫 GSL 우승을 차지했다. 개인 최초 GSL 우승, 최초 무소속 출신 우승자, 최초 공허의 유산 테란 우승자의 기록을 남기게 됐다.
2016년 10월 3일 Team expert 입단을 발표했다.

## 강아지
강아지를 좋아하는 변현우는 2010년 GSL 오픈 시즌 인터뷰 당시 집에서 강아지를 키우기 위해 좋은 성적을 기록해야 한다고 말하기도 했으며 2011년에는 숙소에서 강아지를 키우기 위해 GSL 4강에 진출해야 한다고 말해 스타크래프트 II 팬들의 이목을 끌었다.결국 변현우는 PEPSI 글로벌 스타크래프트 II 리그 July Code S 8강에서 최지성을 상대로 3:2 승리하며 4강에 진출, 강아지를 키울 수 있게 되었다.

## 주요 기록
스타크래프트 II : 프리미어 개인리그 우승 3회
- 2009 제48회 스타크래프트 준프로게이머 선발전 입상
- 2010 TG-Intel 스타크래프트 II OPEN Season 1 32강
- 2010 소니 에릭슨 스타크래프트 II OPEN Season 2 64강
- 2011 소니 에릭슨 글로벌 스타크래프트 II 리그 Jan. Code A 준우승
- 2011 인텔 글로벌 스타크래프트 II 리그 Mar. Code S 16강
- 2011 LG 시네마 3D, 인텔코리아 글로벌 스타크래프트 II 리그 May Code S 32강
- 2011 LG 시네마 3D, 인텔코리아 슈퍼 토너먼트 32강
- 2011 PEPSI 글로벌 스타크래프트 II 리그 July Code S 4강
- 2011 PEPSI 글로벌 스타크래프트 II 리그 Aug. Code S 32강
- 2011 소니 에릭슨 글로벌 스타크래프트 II 리그 Oct. Code A 32강
- 2012 핫식스 2012 글로벌 스타크래프트 II 리그 시즌 2 Code A 24강
- 2012 무슈제이 2012 글로벌 스타크래프트 II 리그 시즌 3 Code S 4강
- 2012 핫식스 2012 글로벌 스타크래프트 II 리그 시즌 4 Code S 32강
- 2012 핫식스 2012 글로벌 스타크래프트 II 리그 시즌 5 Code A 32강
- 2013 핫식스 2013 글로벌 스타크래프트 II 리그 시즌 1 Code S 32강
- 2013 WCS Korea Season 1 챌린저리그 24강
- 2013 WCS 코리아 시즌 2 챌린저리그 48강
- 2013 WCS 코리아 시즌 2 챌린저리그 승격/강등전 시드선발전 통과 (1일차 1위)
- 2013 WCS 코리아 시즌 3 챌린저리그 32강
- SanDisk SHOUTcraft Invitational II 3위
- 2016 핫식스 글로벌 스타크래프트 II 리그 프리시즌 2주차 16강
- IEM Season X - Taipei 준우승
- 2016 핫식스 글로벌 스타크래프트 II 리그 시즌 1 코드 A 60강
- 스타크래프트 II 스타리그 2016 시즌 1 6강
- 스타크래프트 II 스타리그 2016 시즌 2 16강
- 2016 핫식스 글로벌 스타크래프트 II 리그 시즌 2 코드 S 우승 (vs 4:1 김유진)
- 2016 스타크래프트 II KeSPA컵 16강
- 2016 WCS 글로벌 파이널 우승 (4:2 박령우)
- World Cyber Arena 2016 우승 (3:1 조지현)
- 2017 핫식스 글로벌 스타크래프트 II 리그 시즌 1 코드 S 32강
- IEM Season XI - World Championship 8강
- 2017 VSL Season 1 16강
- GSL Super Tournament 시즌 1 16강
- 2017 핫식스 글로벌 스타크래프트 II 리그 시즌 2 코드 S 8강
- IEM Season XII - Shanghai 4강
- 2017 핫식스 글로벌 스타크래프트 II 리그 시즌 3 코드 S 8강
- GSL vs the World 8강
- 2018 글로벌 스타크래프트 II 리그 시즌 1 코드 S 32강
- 2018 AfreecaTV GSL Super Tournament 시즌1 16강
- 2018 글로벌 스타크래프트 II 리그 시즌 2 코드 S 8강
- 2018 글로벌 스타크래프트 II 리그 시즌 3 코드 S 32강

## 기타 사항
2011년 11월 15일 해외 대회인 ESV 대회에서 다 진 경기를 최종환에게 욕설을 하여 고의패배를 강요하였다.